# Patrick Pothuizen
Patrick Pothuizen (ur. 15 maja 1972 w Culemborg) – holenderski piłkarz, występujący na pozycji obrońcy. Obecnie reprezentuje barwy klubu De Treffers.